# رباط (موسيقى)

الرِّباط في تدوين الموسيقى خط منحني يربط بين رؤوس درجتين من نفس الحدة فتشير إلى أنه يجب تشغيلهما نغمةً واحدة بمدة تساوي مجموع قيم النوطات الفردية.

## اللمراجع
1. ↑  حسين علي محفوظ (1964)، معجم الموسيقى العربية (بالعربية والإنجليزية)، بغداد: وزارة الثقافة والإعلام، ص. 195، OCLC:21502412، QID:Q117200244